# Manuel López Cepero
Manuel López Cepero i Ardila (Jerez de la Frontera, 5 de març de 1778-Sevilla, 12 d'abril de 1858), polític, jurista, escriptor, col·leccionista d'art i canonge espanyol.

## Biografia
Era fill de Egidio (Gil) Cepero i Franco i Juana de Ardila; va estudiar primeres lletres en el secularitzat antic col·legi jesuïta de Santa Ana de los Mártires. Es va traslladar a Sevilla i entre 1801 i 1803 es doctora en Teologia; estudia tots dos drets i s'ordena sacerdot; va obtenir el curat d'Albaida i la parròquia del Sagrario de Sevilla i es llicencia en cànons en 1807. Va fer amistat amb els poetes Alberto Lista, José María Blanco White, Félix José Reinoso i Justino Matute y Gaviria. En 1808 va defensar la causa nacional contra els francesos des del púlpit i va escriure a més el periòdic A Sevilla libre (1812-1813) i el fullet Abeja española. Es defineix com a liberal i constitucionalista. Va ser nomenat tinent de l'Arquebisbat Castrense d'Espanya i és escollit per la Junta electoral de Cadis com a Diputat per aquesta província per a les Corts de 1813; va prendre part en les Comissions de Reglament, Govern Interior, Ultramar i Pacificació. Va publicar Lecciones políticas para el uso de la juventud española (1813).
En 1814 és depurat pels absolutistes i és empresonat a la Presó de la Corona de Madrid, però en 1815 és deportat a la Cartoixa de Santa María de las Cuevas de Sevilla. Allí escriu les inacabades Cartas Apiarias dirigides al també sacerdot i famós poeta Juan Nicasio Gallego. Se li incoa procés per les seves idees polítiques i és traslladat a la Cartoixa de Cazalla de la Sierra. Amb el Trienni Liberal (1820-1823) presideix les societats patriòtiques de Cadis i Sevilla entre 1820 i 1822 i és diputat per Sevilla; li donen a més el càrrec de Secretari del Congrés. Intenta reconciliar liberals i realistes i publica el seu Catecismo religioso, moral y político (Valencia, 1820), en realitat una posada al dia de Lecciones políticas para el uso de la juventud española. Ja s'havia decantat pel liberalisme moderat, i ingressa en la Societat de l'anell (1821). Torna a ser perseguit en caure el règim liberal en 1823 i se li empresona a Sevilla una altra vegada, encara que és aviat alliberat; renúncia al càrrec de xantre en la catedral de Cadis. En la Dècada Ominosa (1824-1834) viu retirat a Cazalla de la Sierra estretament vigilat. En morir el seu únic germà visita Jerez, perquè ha estat nomenat tutor dels seus nebots. Manté activa correspondència amb els seus amics Juan Nicasio Gallego, Alberto Lista, Sebastián Miñano i Félix José Reinoso i publica Curación de la mangla o tiñuela en el olivo y todos los árboles (1835).

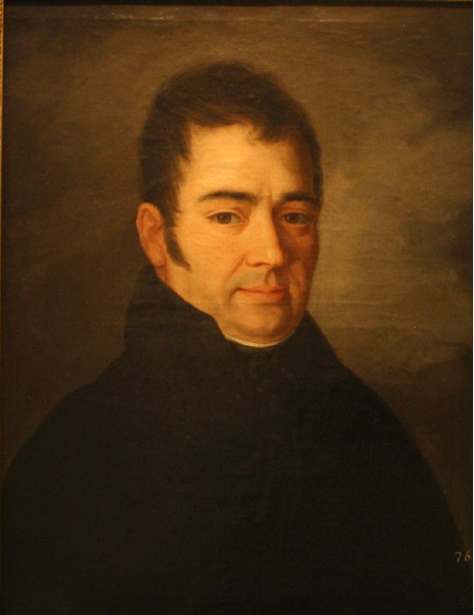
José Gutiérrez de la Vega: Manuel López Cepero, 1817. Museu de Pontevedra.

En aquest mateix any és nomenat canonge de la catedral de Sevilla i se li fa ministre del Reial Tribunal de l'Excusat, Vocal de la Junta d'Armament i Defensa de Sevilla i se li concedeix l'encomana de l'orde d'Isabel la Catòlica. Prestigiós col·leccionista de pintura, en extingir-se els ordes monàstics, es va encarregar de salvar els monuments artístics i literaris dels convents suprimits a Sevilla, auxiliat per José Arespacochaga i Serafín Estébanez Calderón, en aquell temps cap polític de la província. Va contribuir a la creació del Museu de Belles Arts de Sevilla i a la remodelació de l'església de la Universitat. En la disputa entre el progressista general Baldomero Espartero i el conservador Ramón María Narváez va recolzar l'últim i va defensar Sevilla, voltada per les tropes d'Espartero en 1843. En 1844 és nomenat Degà de la Catedral Metropolitana i en 1845 és nomenat Catedràtic de Teologia en l'assignatura de Sagrades Escriptures de la Universitat sevillana, de la Facultat de la qual de Teologia va arribar a ser Degà. En la mateixa data va ser designat senador vitalici del Regne.
Va pertànyer a les Acadèmies de Bones Lletres i de Belles arts de Sevilla; d'aquesta última va ser Director entre 1850 i 1857. Igualment, va ocupar a Madrid en 1847 la butaca “D” de la Reial Acadèmia de la Llengua Espanyola i va ser membre, també, de l'Acadèmia de Sant Ferran. Va morir a Sevilla el 12 d'abril de 1858. Es conserva un retrat a l'oli seu obra de Francisco Cabral y Aguado Bejarano i hi ha un altre gravat en els Anales de Sevilla de J. Velázquez i Sánchez (1872).

## Obres
- Exhortación que en la mañana de el 25 de julio de 1813 hizo á sus feligreses el Dr. D. Manuel Lopez Cepero... antes de empezar las elecciones parroquiales para nombrar los Diputados de las Córtes ordinarias D. Josef Hidalgo, 1813.
- Lecciones políticas para el uso de la juventud española, 1814.
- Cartas Apiarias, 1815.
- Catecismo religioso, moral y político (Valencia, 1820)
- D. Manuel López Cepero, diputado en Cortes, a los españoles fascinados por las imposturas de D. Lorenzo Zamora (Sevilla, 1821)
- Curación de la mangla ó tiñuela en el olivo y todos los árboles 1835
- Epistolario del Dean López Cepero: Anotaciones a un liberal romántico. Jerez, 1778-Sevilla, 1858, Edición de Manuel Ruiz Lagos, Jerez: Publicaciones del Centro de Estudios Históricos Jerezanos, Centro de Estudios Históricos Jerezanos, 1972.
- Catálogo de los cuadros y esculturas que componen la galería formada por el exmo. señor doctor d. Manuel Lopez Cepero... que á voluntad de sus herederos se sacará á pública subasta en los días del 15 al 30 de mayo del presente año, en la casa número 7 de la plaza de Alfaro en la ciudad de Sevilla Impr. y litografía de la Rivista mercantil, 1860.
- Reclamación en favor del clero español contra el proyecto de ley electoral presentado a los estamentos 1836.
- Discurso improvisado en la Santa Iglesia Catedral de Sevilla el día 27 de junio de 1843 en acción de gracias por el alzamiento de la provincia e instalación de la Junta de Gobierno 1843.